# Bahnhof Frederikshavn
Der Bahnhof Frederikshavn ist ein dänischer Bahnhof in Frederikshavn in Vendsyssel. Er ist Endstation sowohl der Bahnstrecke Frederikshavn–Aalborg als auch der Bahnstrecke Frederikshavn–Skagen und wird von Nordjyske Jernbaner betrieben. Am 31. März 1968 endete der Betrieb auf der Bahnstrecke Fjerritslev–Frederikshavn.

## Geschichte
Der erste Bahnhof in Frederikshavn wurde am 15. August 1871 zusammen mit der Vendsyssel-Linie eingeweiht, die ursprünglich von Nørresundby nach Frederikshavn führte. Später bestand eine Verbindung nach Aalborg über die Eisenbahnbrücke über den Limfjord, die am 8. Januar 1879 für den Verkehr freigegeben wurde.
Dieser Bahnhof lag etwa 300 bis 400 Meter westlich des jetzigen zwischen der Rådhus Alle und dem Parallelvej, wo sich heute das Rathaus und andere kommunale Einrichtungen befinden. Der Name Jernbanegade erinnert an diesen Ort. Das ursprüngliche Bahnhofsgebäude wurde von N.P.C. Holsøe gebaut.
Die Einführung der Strecke in die Stadt unterschied sich ebenfalls von der jetzigen: Östlich des Flade Engvej wurde die Strecke entlang des Vendsysselvej und des Skagensvej geführt, die auf dem ehemaligen Streckenplanum gebaut wurden.
Bereits 1945 wurde beschlossen, den Bahnhof zu verlegen, was jedoch erst 1979 erfolgte. Der alte Bahnhof wurde abgerissen und der neue wurde auf dem aufgefüllten Meeresboden errichtet, sodass genügend Platz für einen großen Güterbahnhof war.

### Betrieb
Am Freitag, dem 5. Oktober 2018, fuhr der letzte Personenzug auf dem Streckenabschnitt zwischen Frederikshavn und Lindholm (Bahnhofsausfahrt Nord) mit Streckensignalen. Danach fanden Testfahrten statt, bis am 21. Oktober der Betrieb mit ETCS aufgenommen wurde. Seither können Fahrzeuge der Danske Statsbaner nur noch bis Lindholm verkehren. Die IC-Züge der Danske Statsbaner enden in Aalborg, und Frederikshavn wird nur noch mit Nahverkehrszügen bedient. Von Frederikshavn wurden die 2014 vorbereiteten ETCS-Einrichtungen in Richtung Strandby und Kvissel endgültig in Betrieb genommen. Die Strecke wird nun vom Stellwerk West in Fredericia aus ferngesteuert. Die örtlichen Bedienungseinrichtungen (Kmp = Kommandoposten) in Hjørring und Frederikshavn wurden geschlossen. Die Fernsteuerung des Bahnhofs Lindholm erfolgt von der Fernsteuerungszentrale Aalborg (FC = Fjernstyringscentral). Von der FC Hjørring erfolgt die Fernsteuerung der Hirtshals- und Skagensbane.

### Einrichtung
Im Bahnhofsgebäude befinden sich ein Kiosk von 7-Eleven, ein Warteraum, Toiletten und Gepäckboxen. Vor dem Gleis 1 liegt der Busbahnhof mit Busverbindungen nach Aalborg, Sæby, Brønderslev und Sindal.

## Private Bahngesellschaften
Der Bahnhof ist Ausgangspunkt der Bahnstrecke Frederikshavn–Skagen zwischen Frederikshavn und Skagen. Diese wurde 1890 in Schmalspur (1000 mm) eröffnet und 1924 auf Normalspur umgebaut.
1899 wurde die Bahnstrecke Fjerritslev–Frederikshavn (Sæbybanen) zwischen Nørresundby und Frederikshavn über Sæby eingeweiht. Die Personenzüge nutzten den Bahnhof als Endstation. Sæbybanen hatte einen eigenen Güterbahnhof, Frederikshavn G, südlich des Staatsbahnhofs zwischen Rimmensgade und Vinkelvej. Der Streckenabschnitt Sæby–Frederikshavn wurde 1962 eingestellt, insbesondere auf Ersuchen der Stadt Frederikshavn, da damit 16 Bahnübergänge beseitigt wurden und das 19.000 m² große Gelände des Güterbahnhofs für die Stadtentwicklung verwendet werden konnte.

## Hafenbahn Frederikshavn
Am 13. August 1891 wurde eine 1400 m lange Strecke zum Hafen in Betrieb genommen. Diese ging von der Rimmensgade nach Süden entlang der heutigen Rådhus Alle – für die ebenfalls das Planum nach der Stilllegung verwendet wurde – zum Fährkai. Von hier aus verliefen zwei Streckenäste nordöstlich entlang dem Toldbodkaj, ein weiterer führte zum Kulkaj. Die Strecke zum Hafen war bis 1924 dreigleisig, so dass ihn die Skagenbahn mitbenutzen konnte. Am Hafen wurden die Schmalspur- und die Normalspurgleise getrennt.
Nach der Verlegung des Bahnhofs konnte ein Teil des Hafengleises als Zufahrt für den Fährhafen wiederverwendet werden. Zusätzlich wurden drei Gleise vom neuen Güterbahngelände zum Hafen verlegt.
Die Strecke zum Fährterminal ist gesperrt, aber die Schienen am Færgehavnsvej sind weitgehend erhalten. An einigen Stellen wurden sie aufgenommen oder zuasphaltiert. Die ehemalige Bahnstrecke ist als Fußweg zwischen dem Fährterminal und dem Bahnhof ausgeschildert. Das südlichste Gleis zum Frachthafen wurde entfernt. Das Gleis zum Andelskaj überquert einen Parkplatz und ist am Kai selbst mit Asphalt verfüllt. Nur das nördlichste Gleis ist mit dem Zug befahrbar. Unter anderem führt es zum Eisenbahnfähr-Liegeplatz, wo die kombinierte Eisenbahn- und Ro/Ro-Fähre Stena Scanrail bis zum 25. August 2015 täglich von und nach Göteborg fuhr.
Nach der Eröffnung der Öresundbrücke im Jahr 2000 ging der schwedische Schienengüterverkehr auf diese Verbindung über, sodass Stena nur ab und zu einen einzigen Güterwagen oder einen Museumszug beförderte. Am 28. März 2012 waren wegen eines Unfalles an der Eisenbahnbrücke über den Limfjord – ein Schiff hatte die Brücke gerammt – zehn Garnituren (sechs MR und vier MF) in Vendsyssel nördlich des Fjordes blockiert, so dass Danske Statsbaner überlegte, einige der überzähligen Garnituren mit der Fähre in den Süden zu überführen. Zu diesem Zeitpunkt waren jedoch die Zertifizierungen der Frachtfähre und der Brückenklappen für den Transfer von Eisenbahnwagen bereits abgelaufen.

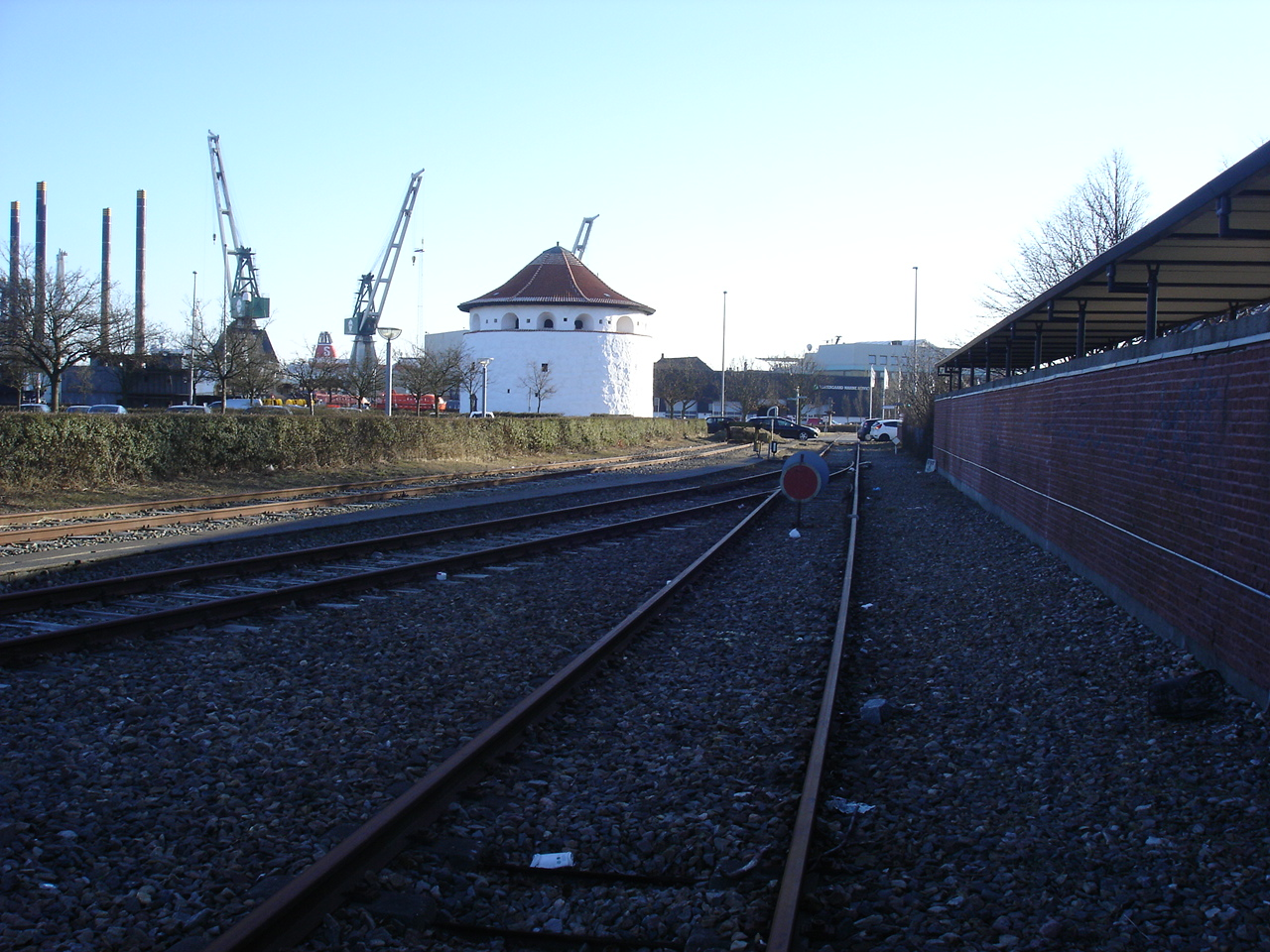
Stillgelegtes Gleis am Færgeterminalen
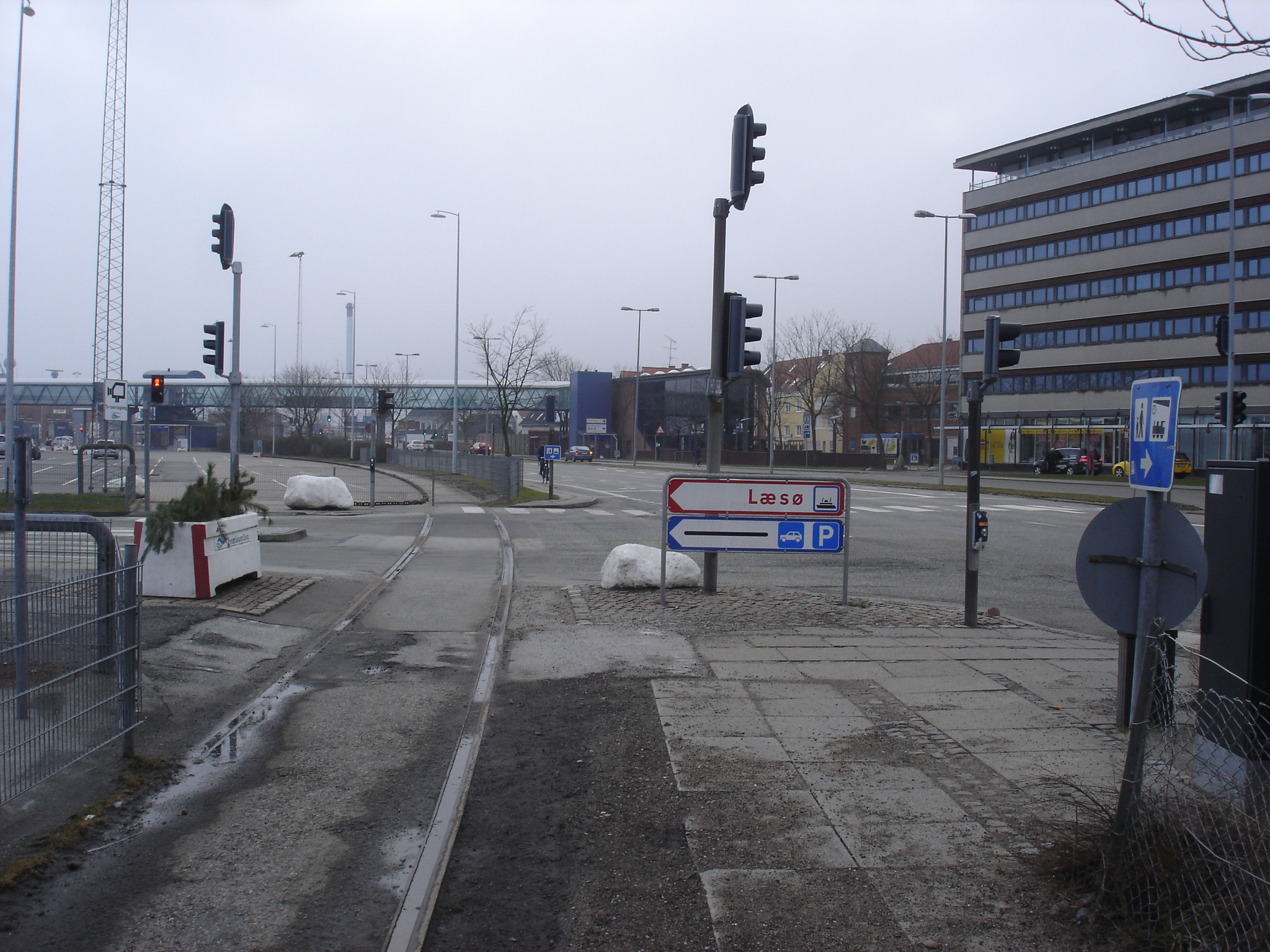
Am Liegeplatz der Læsøfähre
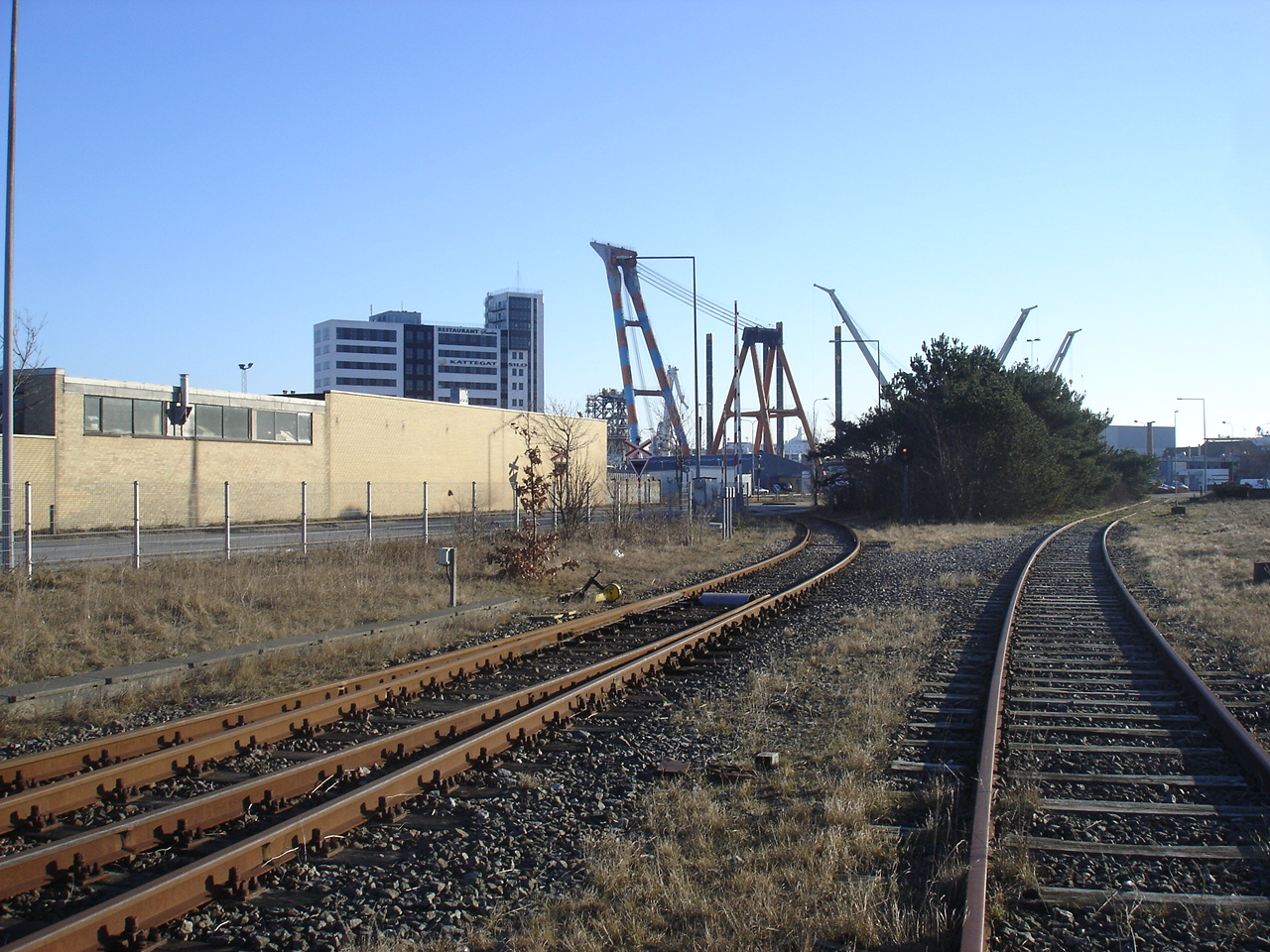
Teilung der nördlichen Hafengleise
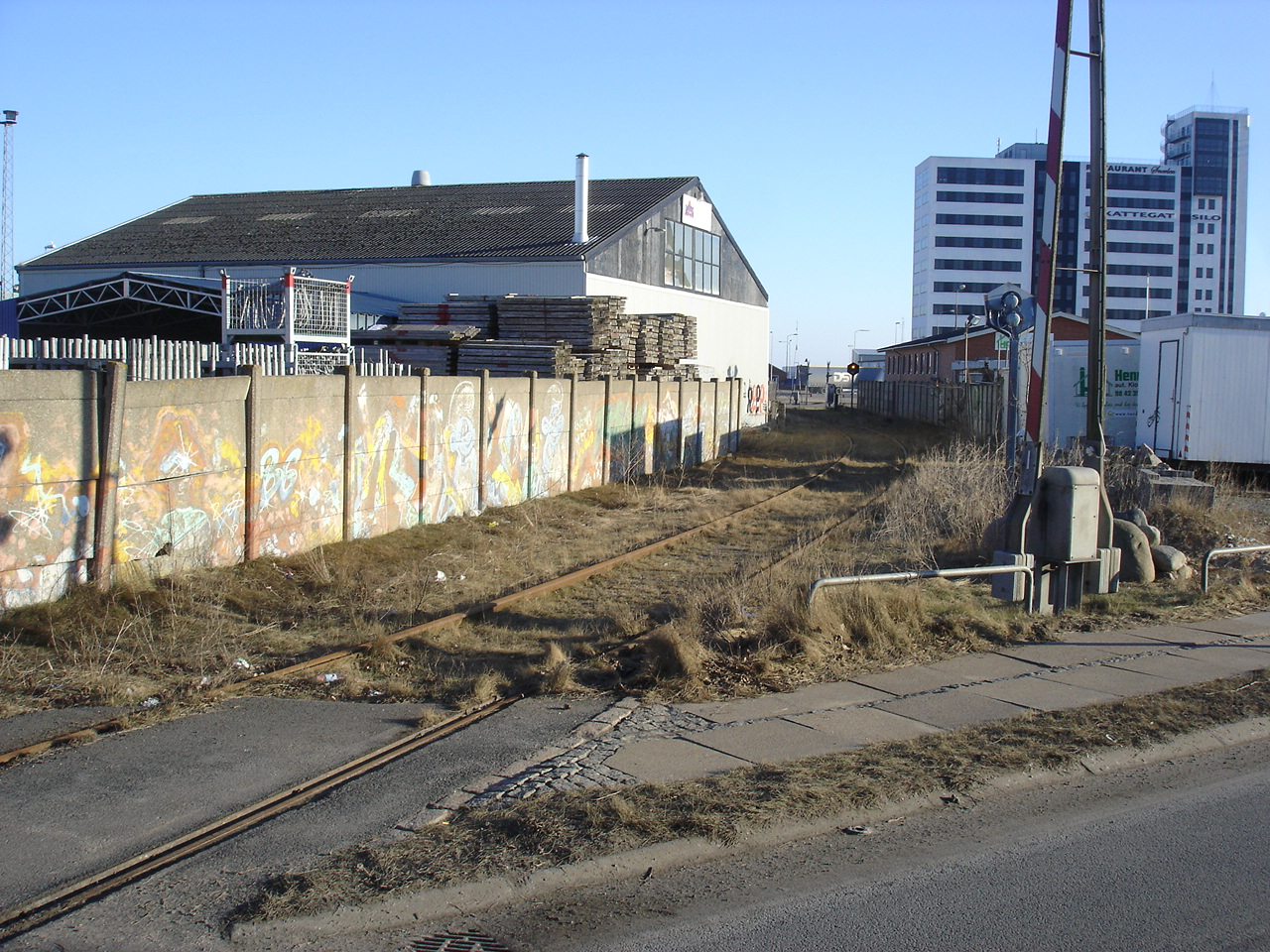
Gleis zum Eisenbahnfährterminal
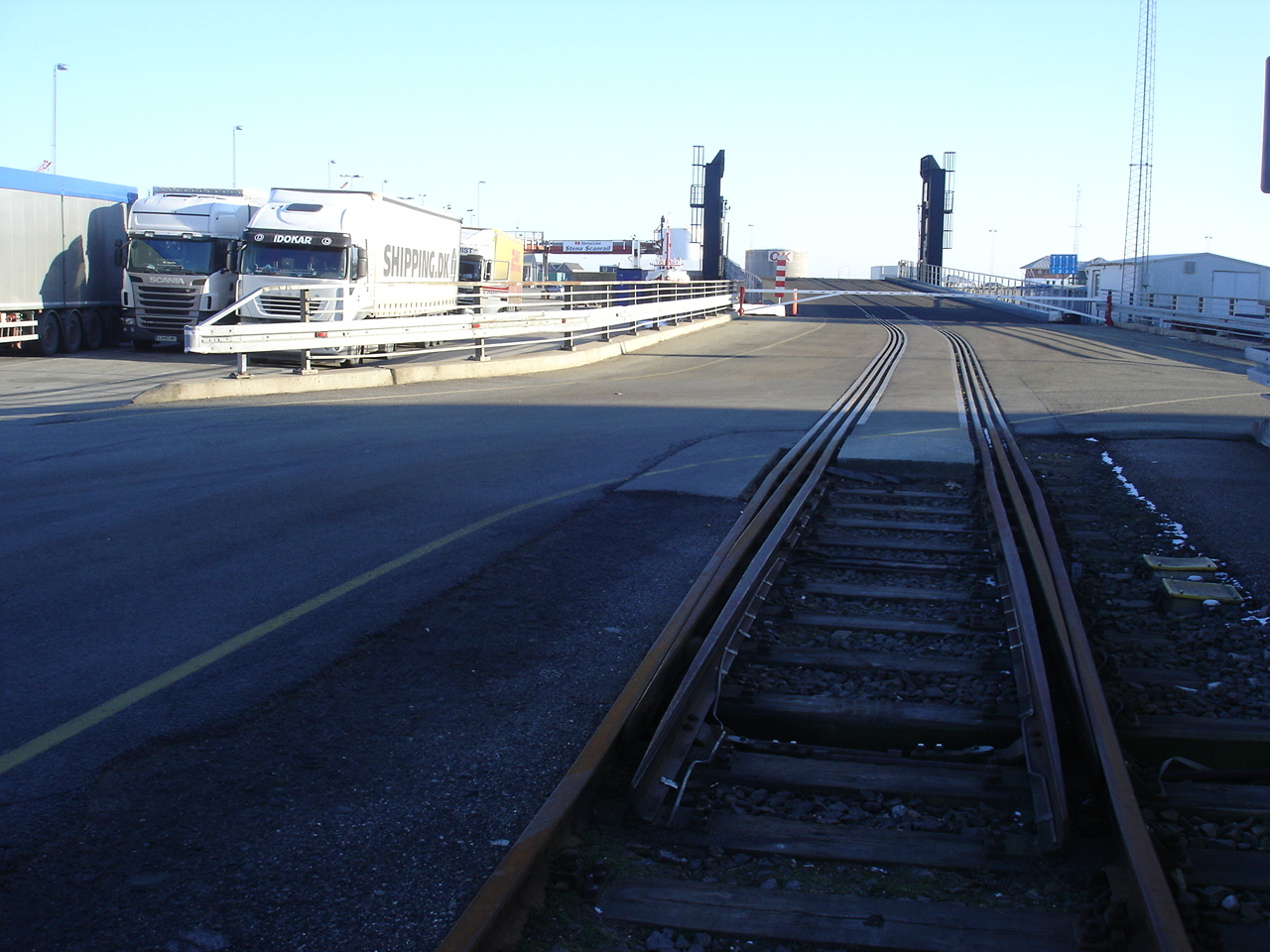
Eisenbahnfährterminal

## Frederikshavn Havnestation
Nachdem die Hafenbahn eröffnet worden war, fuhren einige Züge weiter bis Frederikshavn Dampskibsbro. Der Verkehr nahm zu, als der Hafen von immer mehr Schifffahrtslinien angefahren wurde. Danske Statsbaner richtete ein kleines Expeditionsgebäude ein und baute einen kurzen Bahnsteig. 1936 fuhr der Expresszug Nordpilen zwischen Frederikshavn und Hamburg, so dass eine Verbindung zwischen den Fähren von Göteborg und Oslo und den Nachtzügen südlich von Hamburg bestand. Der Nordpilen wurde zu Beginn des Zweiten Weltkriegs 1939 eingestellt, war aber von 1953 bis 1991 wieder in Betrieb.
1960 wurde ein neuer Hafenbahnhof mit zwei Bahnsteigen, einem Expeditionsgebäude und Gängen mit Treppen zum Bahnsteig und Bushaltestelle errichtet. Darüber hinaus gab es Parkplätze für Autos, Zufahrtsstraßen und Bushaltestellen. Im selben Jahr fuhr in den Sommermonaten der Nachtzug Kattegat-Express. Dieser führte Sitzwagen nach Kopenhagen und Liegewagen nach Hamburg, in den ersten Jahren auch Schlafwagen sowie einen Autotransportwagen, der jedoch nicht sehr häufig benutzt wurde und nach einigen Jahren entfiel. Der Kattegat-Express fuhr 1983 letztmals.
1977 wurde am Hotel Jutlandia, das näher am neuen Bahnhof Frederikshavn lag, ein neuer, kleinerer Hafenbahnhof mit nur einem Gleis in Betrieb genommen. 1994 wurden die Fahrten zum Hafenbahnhof eingestellt. Die Expresszüge waren entfallen. Es wurden zwar alle verkehrenden Zuggattungen zum Hafenbahnhof geführt, diese wurden jedoch zu wenig benutzt.